# Samuraï
Samuraï, cuyo nombre real es Aroa Lorente (Las Rozas, Madrid, 25 de noviembre de 2000), es una cantante y compositora española. Reconocida por su estilo que fusiona el pop y el rock alternativo, ha emergido como una de las voces más prometedoras de la escena musical española.
Desde temprana edad, Samuraï mostró interés por la música, influenciada por su entorno y las experiencias personales. Su nombre artístico se originó en su infancia debido a un peinado que solía llevar y la imaginación de sus amigos. A base de dedicación y amor por la música, la joven madrileña ha logrado consolidar su carrera desde que sacó su primera canción Me Quedo Contigo el 9 de septiembre de 2019, pasando por su primer gran éxito Tirando Balas en 2021 o la colaboración con el grupo La La Love You El Principio de algo que acumula más de 60 millones de reproducciones combinadas entre Spotify y YouTube, hasta llegar al lanzamiento de su primer álbum de estudio El Silencio Del Ruido a finales de 2024, el cual muestra una faceta más íntima y personal de la artista. Actualmente, se encuentra bajo el sello discográfico de Universal Music España, donde también trabaja como compositora.
La cantante madrileña ha colaborado con otros artistas del panorama musical español como Belén Aguilera, Dani Fernández o Leo Rizzi.

## Arte

### Estilo musical
Su estilo musical se caracteriza por una fusión de pop y rock alternativo, con influencias del punk y el indie. Sus letras, cargadas de emoción y sinceridad, abordan temas universales como el amor y la autoaceptación, resonando especialmente con un público joven y diverso.

### Imagen pública
Samuraï tiene una estética con toques de rebeldía y estilo alternativo, como chaquetas de cuero, ropa de colores oscuros o prendas con detalles llamativos. Su estilo es una mezcla entre lo urbano y lo punky y rockero.

## Discografía
- 1º EP CrushCrushCrush[13] (2021)
- 2º EP Lo Bonito/ Lo Que No Te Cuentan[14] (2022)
- 3º EP Artillería[15] (2023)
- Álbum debut El Silencio Del Ruido[16] (2024)

## Giras musicales
SAMURAÏ TOUR (Gira 2022-2023)
ARTILLERÍA TOUR (Gira 2023-2024)
EL SILENCIO DEL RUIDO TOUR (Gira 2024-2025)

## Videografía
Samuraï cuenta con una larga videografía que comienza con el videoclip de su primera canción Me Quedo Contigo en 2019 (canción que solo se encuentra disponible en la plataforma YouTube), y en estos ya más de cinco años de trayectoria musical sobrepasa los veinte videoclips publicados en su cuenta oficial de YouTube. El vídeo que logra más visualizaciones es el de la canción Palabra Prohibida, publicado en noviembre de 2023, superando el millón de reproducciones.

## Premios
Nominación en la categoría de “Artista Revelación” en LOS40 Music Awards 2022.